# ウィリアム・グリードウ＝ニューコメン (初代準男爵)

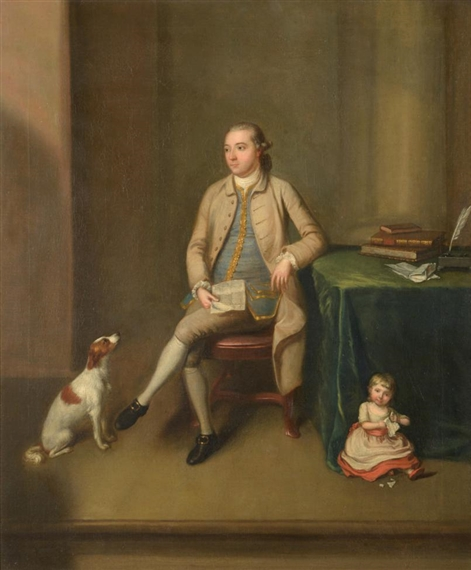
ウィリアムと息子トマス。ベンジャミン・ウィルソン画、1770年代。

初代準男爵サー・ウィリアム・グリードウ＝ニューコメン（英語: Sir William Gleadowe-Newcomen, 1st Baronet、出生名ウィリアム・グリードウ（William Gleadowe）、1740年? – 1807年8月21日）は、アイルランド王国出身の銀行家、政治家。1790年から1800年までアイルランド庶民院議員を、1801年から1802年まで連合王国庶民院議員を務めた。

## 生涯
銀行家トマス・グリードウ（Thomas Gleadowe）と妻テリーザ（旧姓ワークマン）の息子として生まれた。父と同じく銀行家になり、父の銀行の共同経営者を務めた。
1772年の結婚とともにロングフォード県での不動産を手に入れ、1781年11月16日に準男爵に叙された。
1790年1月から1800年までロングフォード県選挙区の代表としてアイルランド庶民院議員を務め、1797年アイルランド総選挙ではセント・ジョンスタウン選挙区でも当選した。議会では1793年時点で野党に属したものの、のちに与党に回ったうえ1800年合同法を支持したことで多くの褒賞を与えられた。具体的にはロングフォード県選挙区における政府の後援、政府への負債の軽減、1800年7月に妻に与えられた男爵位があった。
1801年に連合王国議会が発足したときもロングフォード県選挙区の議員として続投、議会で政府を支持したのち1802年イギリス総選挙で議席を息子に譲って退任した。これにより政府は子爵への昇叙に同意、グリードウ＝ニューコメンの妻は1803年2月に子爵に叙された。
1807年8月21日にダブリン近郊のキレスターで死去、息子トマスが準男爵位を継承した。

## 家族

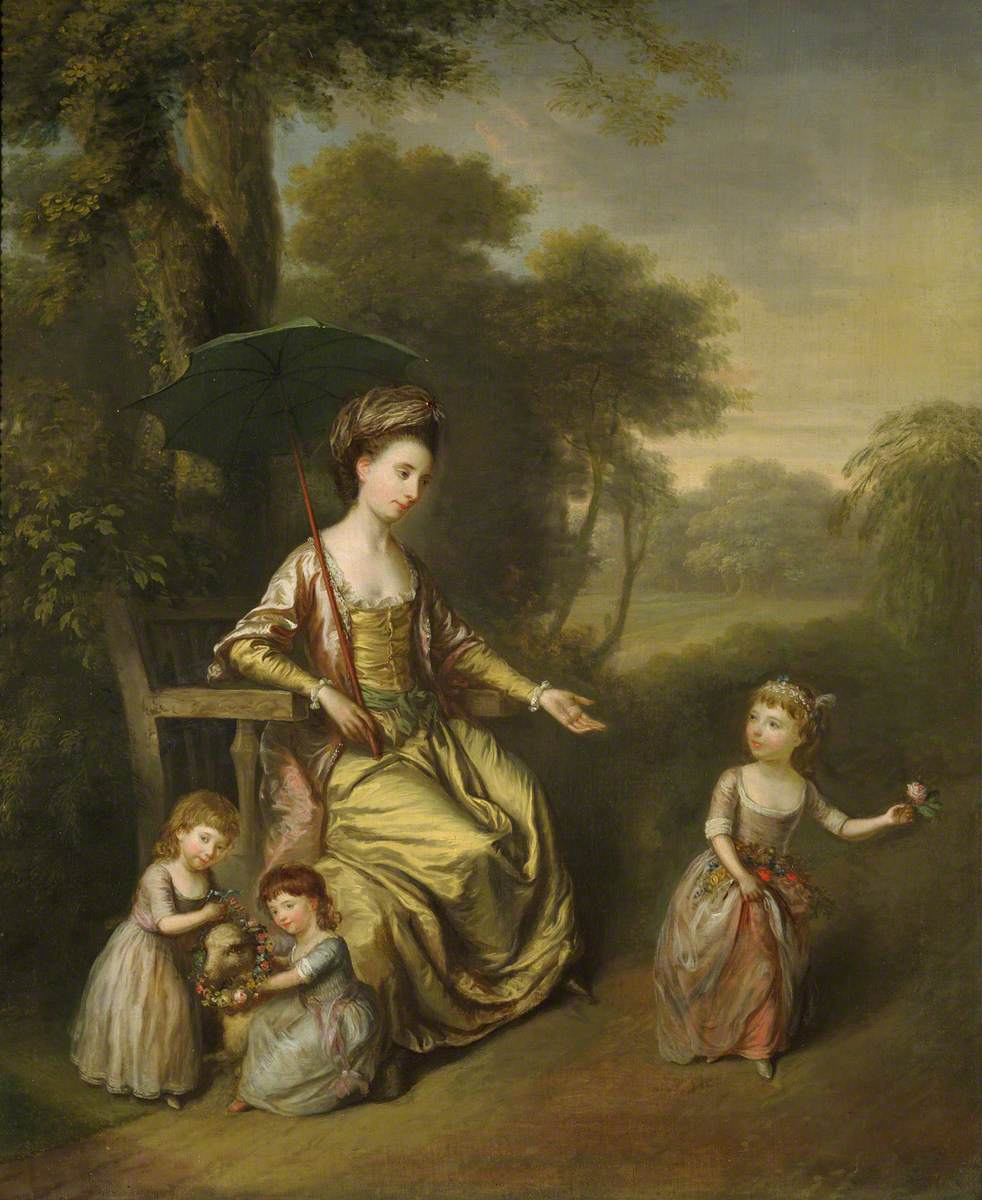
妻シャーロットと娘ジェーン、テリーザ、シャーロット。トマス・ヒッキー画、1770年代。

1772年10月17日にシャーロット・ニューコメン（1747年ごろ – 1817年5月16日、チャールズ・ニューコメンの娘）と結婚、1男4女をもうけた。妻は裕福な相続人であり、ロングフォード県に年収7,000ポンド相当の不動産があった。結婚とともに妻の旧姓ニューコメンを自身の姓に加えた。
- トマス（英語版）（1776年9月18日 – 1825年1月15日） - 第2代準男爵、第2代ニューコメン子爵[6]
- ジェーン（1847年1月9日没） - 1818年3月9日、チャールズ・ゴードン・アシュリー（Charles Gordon Ashley）と結婚[7]
- テリーザ（1840年没） - 1796年9月2日、第2代準男爵サー・チャールズ・ターナー（1773年1月28日 – 1810年2月19日）と結婚、子供なし。1812年7月21日、ヘンリー・ヴァンシッタート（Henry Vansittart、1784年7月10日 – 1848年4月22日）と再婚、1女テリーザをもうけた[8]
- シャーロット（1840年6月26日没[7]）
- キャサリン - 1818年9月21日、チャールズ・ニューコメン（Charles Newcomen）と結婚[7]